# Вардха
Вардха (англ. Wardha, маратхи वर्धा) — город в индийском штате Махараштра. Административный центр округа Вардха.

## География
Расположен к юго-западу от города Нагпур. Средняя высота города над уровнем моря — 286 метров.

## Население
По данным переписи 2011 года население города составляет 105 543 человека.
По данным всеиндийской переписи 2001 года, в городе проживало 111 070 человек, из которых мужчины составляли 52 %, женщины — соответственно 48 %. Уровень грамотности взрослого населения составлял 80 % (при общеиндийском показателе 59,5 %). 11 % населения было в возрасте младше 6 лет.

## Транспорт
Имеется железнодорожное сообщение. Вардха соединён автомобильными дорогами с другими городами страны.